# Амфилохий (Скворцов)
Епи́скоп Амфило́хий (в миру Алекса́ндр Я́ковлевич Скворцо́в; 17 февраля 1885, село Русские Норваши, Цивильский уезд, Казанская губерния — 1 октября 1937, Кемеровская область) — епископ Русской православной церкви, епископ Мелекесский, викарий Самарской епархии.
Прославлен в лике святых Русской православной церкви в 2000 году.

## Биография

### Детство и образование
Родился в семье псаломщика Якова Васильевича Скворцова, в семье было одиннадцать детей: трое сыновей и восемь дочерей. Александр был самым младшим.
Окончил Чебоксарское духовное училище, Казанскую духовную семинарию (1906), Казанскую духовную академию (1910) со степенью кандидата богословия (тема кандидатской работы: «Религиозно-нравственные переводы на калмыцкий язык как средства миссионерского воздействия»; удостоена премии митрополита Иосифа). В совершенстве изучил калмыцкий язык, а также литературу (по большей части, рукописную), касающуюся переводов священных и богослужебных текстов на этот язык.
В 1910—1911 годах слушал лекции на Восточном факультете Санкт-Петербургского университета, чтобы изучить монгольский язык до свободного понимания священных рукописей ламаизма.
В 1911—1912 годах — профессорский стипендиат Казанской духовной академии.

### Миссионер и преподаватель
22 марта 1907 года, на первом курсе академии, был пострижен в мантию с именем Амфилохий.
В 1908 году возведён в сан иеродиакона. В 1909 году был командирован в Астраханскую калмыцкую степь для изучения калмыцкого языка и деятельности в Православной миссии среди калмыков. Активно участвовал в миссионерских съездах, на которых обсуждались вопросы перевода Священного Писания и богослужебных текстов на калмыцкий язык. С 1910 года — иеромонах.
С 1911 года — и. д. доцента Казанской духовной академии по кафедре монгольского языка, истории и обличения ламаизма.
В 1912—1914 годах находился в Монголии, куда был направлен в командировку для изучения тибетского языка и тибетской литературы, касающейся ламаизма. По возвращении из Монголии продолжил преподавание, одновременно был помощником директора историко-этнографического музея в Казани, которому преподнёс в дар коллекцию предметов буддистского и ламаистского культов (более ста предметов).
Обратил в православие троих китайцев. Был известен как талантливый проповедник и миссионер.

### Служение в Сибири
В 1918—1919 годах жил в Успенском мужском монастыре, находившемся неподалёку от Красноярска. В 1919—1921 годах жил в основанном им вместе с пятью монахами скиту на озере Тиберкуль в Минусинском уезде.
В 1921 году иеромонах Амфилохий был направлен служить в храм в селе Белый Яр Кочергинской волости Минусинского уезда.
В сентябре 1922 года епископ Енисейский и Красноярский Зосима (Сидоровский) перешёл в обновленчество и возглавил епархию уже в качестве обновленческого архиерея. Он хорошо знал иеромонаха Амфилохия в бытность свою епископом Иркутским; вызвав его в Красноярск, он предложил ему присоединиться к обновленцам. Иеромонах Амфилохий, изучив обновленческое течение ещё в дореволюционное время, уже тогда относился к нему отрицательно и предложение епископа Зосимы отклонил, после чего тот уволил иеромонаха Амфилохия от управления приходом.
В то время законной власти в епархии не было; глава Православной церкви патриарх Тихон был в Москве под арестом, и отец Амфилохий решил покинуть обновленческого архиерея и в ноябре 1922 года уехал в женский монастырь в селе Матур, где прожил около полугода. Здесь он познакомился с монахиней Варварой (Цивилёвой), которая стала его духовной дочерью и сопровождала его впоследствии во всех переездах — и когда он был на свободе, и когда в узах.
В 1923 года арестован ОГПУ, но вскоре освобождён из-за отсутствия улик для обвинения.
С июня 1924 — настоятель Минусинской кладбищенской церкви, вёл борьбу против обновленчества, был вновь ненадолго арестован.

### Епископ Красноярский и Енисейский
8 марта 1925 года в Москве был хиротонисан во епископа Красноярского и Енисейского. Хиротонию совершали Патриарх Тихон в сослужении с митрополитом Петром (Полянским), архиепископами Гурием (Степановым) и Прокопием (Титовым).
13 июля 1926 года был арестован за продолжение борьбы против обновленчества. Находился в тюрьме в Красноярске, затем был приговорен к трём годам заключения в Соловецком лагере особого назначения (СЛОН).
В апреле 1928 года владыка был освобождён. При освобождении ему было сказано, что он должен явиться в центральное управление ОГПУ на Лубянке для получения дальнейших распоряжений. Там ему сообщили, что въезд в Красноярск ему запрещен.

### Уход на покой
В 1928 году Заместителем Патриаршего Местоблюстителя митрополитом Сергием был назначен епископом Донским и Новочеркасским. Епископ уехал в Ростов-на-Дону, но ОГПУ области отказало ему во въезде в Новочеркасск.
Тогда назначен епископом Мелекесским, викарием Самарской епархии.
Во время личной встречи предложил Заместителю Патриаршего Местоблюстителя митрополиту Сергию (Страгородскому) поминать власти по следующей формуле: «Еще́ молимся о стране нашей и о властех ея, да обратит Господь их к истинному познанию святыя веры и обратит их на путь покаяния». Такая позиция была неприемлема ни для большевиков, ни для владыки Сергия, после чего епископ Амфилохий был уволен на покой.

### Нелегальный монастырь в Хакасии
Получив увольнение, епископ Амфилохий в июле 1928 года прибыл в село Анчул (Анжуль) Таштыпского района Хакасии, где в то время жили монахини небольшого Матурского женского монастыря, закрытого в 1926 году. Возглавил образовавшийся в селе небольшой монастырь, служил в домашней церкви, вёл с монахинями беседы на религиозные темы и о современном положении церкви.
В апреле 1931 году был арестован вместе со священником и монахинями и заключён в тюрьму при Минусинской исправительно-трудовой колонии. Обвинён в создании нелегального монастыря и в том, что местные крестьяне под влиянием религиозной агитации отказались вступать в колхозы, выполнить задание по лесозаготовкам и сенозаготовкам. На допросе заявил: «В предъявленном мне обвинении виновным себя не признаю. Объясняю, что агитации не проводил, но не отрицаю, что я выражаю несочувствие к Советской власти».

### Пребывание в Сиблаге
16 ноября 1931 года был приговорён к пяти годам заключения в ИТЛ (монахини были высланы на пять лет в Восточную Сибирь). Находился в Сиблаге: в Мариинске (1931—1932), Осиновском отделении Сиблага (с 1932). 12 декабря 1932 года заключён в Шушталепскую штрафную командировку, а затем переведен в Елбанскую штрафную группу, работал в шахтах на добыче угля.
28 апреля 1933 года арестован в лагере по обвинению в контрреволюционной деятельности, в организации антисоветской группы и в намерении бежать из лагеря. На допросе показал: «Ранее при допросах я утверждал, что являюсь противником советской власти, и существующий строй моим убеждениям и идеям враждебен. Сейчас я снова заявляю, что советской власти и её укладу я желаю падения, в этом нахожу возможность восстановления правильной духовной жизни народа. Эти взгляды я высказывал своим духовным единомышленникам, бывшим вместе со мною в лагере. Влияние на лагерников я оказывал исключительно духовного характера, внушая лагерникам религиозное настроение — быть в личной лагерной жизни терпеливым, не роптать, быть покорными своей судьбе, усматривая во всем волю Божию».
Никаких доказательств существования антисоветской группы найдено не было. Поэтому 28 января 1934 года Коллегия ОГПУ ограничилась тем, что увеличила срок наказания епископу Амфилохию на один год; он был оправлен в ИТЛ в посёлок Яя Кемеровской области.

### Последний арест и смерть
После окончания срока заключения в апреле 1937 года освобождён не был. 4 июня против него было возбуждено новое уголовное дело по обвинению в антисоветской агитации, причём причины этого были сформулированы следующим образом: «Учитывая, что у Скворцова кончается срок наказания и он из лагеря подлежит освобождению и что, будучи на воле, снова будет проводить контрреволюционную деятельность, заключенного Скворцова из лагеря не освобождать и немедленно приступить к следствию по его делу, предъявив ему обвинение».
Как и ранее, виновным себя не признал. В поисках улик следствие обратило внимание даже на то, что епископ хранил у себя деревянные дубовые дощечки, изъятые при обыске. Владыка показал, что «по освобождении из лагеря я хотел из этих дубовых плашек делать крестики и в трудный момент мог бы дать нуждающимся в них», после чего его обвинили в том, что по освобождении из лагеря он хотел «нелегально распространять крестики, этим существовать и нелегально вести религиозную пропаганду». Отверг и это обвинение.
20 сентября года Тройка УНКВД по Западно-Сибирскому краю приговорила владыку к расстрелу. Был расстрелян 1 октября того же года.

## Канонизация и почитание
При подготовке канонизации новомучеников и исповедников, совершённой РПЦЗ в 1981 году, его имя было внесено в черновой поимённый список новомучеников и исповедников Российских. При этом там были приведены неверные обстоятельства его кончины: «Скончался в 1946 г. так и не признав Московскую Патриархию». Поимённый список новомучеников и исповедников РПЦЗ, куда вошло и имя епископа Амфилохия, был издан только в конце 1990-х годов.
В августе 2000 года причислен к лику святых новомучеников и исповедников Российских на Юбилейном Архиерейском соборе Русской православной церкви для общецерковного почитания.
7—11 июля 2015 года группа разведчиков дружины «Мангазея» совместно с руководителем миссионерского отдела Красноярской епархии иереем Андреем Дороговым и руководителем отдела образования и катехизации Абаканской епархии, директором православной гимназии Святителя Иннокентия Московского протоиереем Александром Горбатовым с паствой совершили поисково-паломническую экспедицию по местам пребывания священномученика Амфилохия (Скворцова) в период с 1922 года и до его ареста в апреле 1931 году.